# Singolarità (Lorenzo Kruger)
Singolarità è il primo album in studio solista del frontman Lorenzo Kruger del gruppo musicale italiano Nobraino pubblicato il 10 settembre 2021 dall'etichetta discografica indipendente Woodworm e distribuito da Warner Music Italy.

## Il disco
L'album d'esordio di Lorenzo Kruger è stato registrato nel 2021, prodotto da Taketo Gohara e pubblicato in formato CD e LP.
Il progetto racconta un percorso di cambiamento durato quattro anni tra innumerevoli live e la ricerca di un sound nuovo, moderno ed elegante, sul quale si muove il timbro di Kruger. Un cantautorato di stampo classico accompagnato da basso e batteria, mentre tutto attorno si muovono suoni di strumenti manipolati e atmosfere synth. Le dieci tracce inedite esprimono identità molteplici e uno stile eterogeneo, accomunate da temi e da stati emozionali che con seria ironia il cantautore sintetizza in un gioco linguistico e semantico nel titolo dell'album.
Singolarità è un termine polivalente che può avere significati diversissimi a seconda del contesto, dalla fisica alla sociologia. Kruger lo equivoca e lo spende principalmente su due piani: il passaggio in solo dell'artista e il tema dell'individuo nelle canzoni. I due piani spesso si sovrappongono su un fondale di realtà e di storie standardizzate, di stereotipi, di banalità e frasi fatte, di schemi mentali dai quali si è incapaci di liberarsi. Nel modello unificante il pensiero si smarrisce, amare diventa complicato. Ne deriva un senso di isolamento, di inadeguatezza, di smarrimento e solitudine che accomuna la condizione di Kruger artista ai soggetti delle storie che racconta. La singolarità si traduce in uno stato di solitudine cosciente che si autoanalizza per risolversi cercando un'evoluzione oltre i preconcetti che la causano. Se ne trova un esempio nella traccia che da il nome all'album, dove la parola singolarità esprime la condizione di single.
La cover del disco è realizzata grazie alla campagna Spazi miei, lanciata dallo stesso cantautore sui suoi canali social, che ha visto la messa in vendita degli spazi fisici della cover disponibili. Centinaia di piccoli spazi acquistati dal pubblico che ha potuto così pubblicarci sopra quello che voleva. Il ricavato dell'intera operazione è stato donato alla scuola di teatro Casa di gesso di Cesena, che ha potuto così erogare nove borse di studio destinate ai bambini dell'associazione.

## Promozione
Il disco viene anticipato il 1º giugno 2016 dal singolo Con me Low-Fi. Kruger dichiara: Spesso alle persone più vicine ci concediamo di mostrare anche i lati peggiori di noi stessi: Con me Low-Fi è un calembour che gioca su questo concetto, con gli altri no, con me lo fai dove lo fai diventa Low Fi - bassa fedeltà quella locuzione che nella musica indica un prodotto non raffinato, ruvido, contrario alla patinatura. Il brano viene accompagnato da un video musicale casalingo girato con un telefono in taglio verticale, tra le mura domestiche di casa Kruger che ha come protagonisti i figli Olivia e Arturo ripresi mentre giocano, litigano e si fanno scherzi. La fratellanza come declinazione alternativa per parlare di sentimenti, la fratellanza che diventa modello di quel confronto dove legami e conflitti si compenetrano in una speciale forma di amore. Low-Fi indica sì qualcosa di crudo e imperfetto, a volte fastidioso ma è anche qualcosa di sincero, non artefatto, senza filtri come lo sono soltanto i sentimenti veri.
Il secondo singolo estratto è Il calabrone (sempre accompagnato da un video musicale) il cui testo è una collezione di frasi fatte, metricamente giustapposte e messe in rima: il nuoto è uno sport completo, si lavora per lo Stato, il caffè come lo fanno a Napoli…. Una selezione di banalità, dove l'autore tramite i suoi social, ha chiesto al suo pubblico di suggerirgliene ai fini, appunto, della scrittura di un testo. La teoria sul volo incosciente del calabrone diventa invece il ritornello e fil rouge di tutta la canzone, che unito al ronzio onomatopeico del calabrone e ai luoghi comuni rilascia un affresco estivo, di vita vera.
Da settembre 2021 a febbraio 2023 Lorenzo Kruger intraprende il Tour Kruger presenta singolarità in solitudine con il suo pianoforte, mentre da marzo 2022 a ottobre 2022 il Singolarità Tour (nei club e nei festival) insieme ad una band composta da Giuseppe Morfino (tastiere), Roberto Penna (basso) e Pietro Galvani (batteria).

## Tracce
Testi e musiche di Lorenzo Kruger.
1. Con me Low-Fi – 2:57
2. Singolarità – 3:49
3. Copernico – 3:24
4. Vita inutile – 3:21
5. Chercheur – 3:38
6. Dio t benedica – 2:51
7. Conosciuta in vacanza – 3:50
8. Il calabrone – 3:41
9. Libro aperto – 3:10
10. Giro del sole – 3:58

## Crediti
- Lorenzo Kruger - paroliere, pianoforte, Pianoforte elettrico e voce
- Alessandro Asso Stefana - chitarra, basso, organo
- Niccolò Fornabaio - batteria, percussioni, registrazione presso Wunder Kammer
- Alfredo Nuti dal Portone - chitarre
- Taketo Gohara - synth, percussioni, produzione e mixaggio presso la Casa degli Artisti
- Leonardo Bondi - produzione esecutiva
- Iacopo Gradassi - Layout
- Giovanni Versari - masterizzazione presso La Maestà di Tredozio
- Andrea Cola - registrazione presso Stonebridge Studio
- Cristian Bonato - registrazione presso Numeri Recording Studio